# Страннегор, Том
Том Хеннинг Страннегор (швед. Tom Henning Strannegård; род. 29 апреля 2002, Дандерюд, Стокгольм) — шведский футболист, Полузащитник клуба АИК.

## Клубная карьера
Является воспитанником футбольного клуба «Стоксунд», в который пришёл в шестилетнем возрасте. Когда Страннегору исполнилось 14 лет, он перебрался в академию стокгольмского АИК. Ещё выступая за «Стоксунд» привлёк внимание скаутов английского «Челси». В 2019 году получил приглашение от лондонского клуба для тренировок с командой и участия в международных соревнованиях. В конце мая 2019 года в составе «Челси» принимал участие на традиционном турнире академии имени Леннарта Юханссона, устраиваемом молодёжной академией АИК.
20 октября 2019 года впервые попал в заявку основной команды АИК на матч чемпионата Швеции против «Фалькенберга». 9 ноября состоялся дебют Страннегора за АИК. Во встрече второго раунда кубка Швеции c «Энскеде» главный тренер Рикард Нурлинг на 73-й минуте выпустил Тома вместо Эноха Аду. На 89-й минуте он забил последний мяч в игре, довершив разгром соперника 7:0.
21 ноября подписал профессиональный контракт с клубом, рассчитанный на три года. Впервые появился на поле в чемпионате Швеции 17 июня 2020 года в домашней встрече с «Норрчёпингом». Страннегор вышел в стартовом составе и после перерыва уступил место Колбейнну Сигторссону.

## Карьера в сборной
В 2017 году принял участие в четырёх товарищеских матчах сборной Швеции до 15 лет со сверстниками из Финляндии и Норвегии.

## Статистика выступлений

### Клубная статистика
| Выступление      | Выступление      | Выступление      | Лига | Лига | Кубки | Кубки | Конт. кубки | Конт. кубки | Итого | Итого |
| Клуб             | Лига             | Сезон            | Игры | Голы | Игры  | Голы  | Игры        | Голы        | Игры  | Голы  |
| ---------------- | ---------------- | ---------------- | ---- | ---- | ----- | ----- | ----------- | ----------- | ----- | ----- |
| АИК              | Аллсвенскан      | 2019             | 0    | 0    | 1     | 1     | 0           | 0           | 1     | 1     |
| АИК              | Аллсвенскан      | 2020             | 3    | 0    | 1     | 0     | 0           | 0           | 4     | 0     |
| АИК              | Итого            | Итого            | 3    | 0    | 2     | 1     | 0           | 0           | 5     | 1     |
| Всего за карьеру | Всего за карьеру | Всего за карьеру | 3    | 0    | 2     | 1     | 0           | 0           | 5     | 1     |